# Telma
A Telma ismeretlen eredetű angol női név, valószínűleg írói névadás.
Telma női név az angol Thelma magyar megfelelője. Az eredeti név egy angol író, Marie Corelli alkotása. A Thelma (1887) című regényében  a hősnőt nevezte így. Valószínűleg a név egy görög szóból származik.

## Gyakorisága
Az 1990-es években szórványos név, a 2000-es években nem szerepel a 100 leggyakoribb női név között.

## Névnapok
- szeptember 23.[2]

## Híres Telmák
- Thelma (1887), Marie Corelli regénye
- Thelma Dickinson, a Thelma és Louise film egyik címszereplője